# Dobány Lajos
Dobány Lajos (Hatvan, 1955. augusztus 4. –) labdarúgó, középcsatár. Az 1982–83-as idény gólkirálya.

## Pályafutása
A Celldömölki VSE csapatában kezdte a labdarúgást. 1975-ben Haladásban mutatkozott be az élvonalban. Innen igazolt a Pécsi MSC együtteséhez. Az 1981–82-es idényben 14 góllal a pécsi csapat házi gólkirálya lett. A következő idényben már ősszel 13 gólt szerzett. Ekkor idény közben visszaigazolt Szombathelyre, ahol tavasszal további tíz gólt szerzett, így 23 góllal a bajnokság gólkirálya lett. A Haladásnál másfél idényt töltött és visszatért Pécsre. 1984 és 1986 között 50 bajnoki mérkőzésen 
már csak öt gólt szerzett. Következő klubjához, a Zalaegerszegi TE csapatához 1987 januárjában szerződött át, Nagy Imréért cserébe. 1987 és 1988 között, másfél idény alatt 39 mérkőzésen szerepelt és 7 gólt szerzett. 1988 nyarán visszavonult az élvonalbeli labdarúgástól, miután részt vett az 1988 májusi Rába ETO-ZTE mérkőzéssel kapcsolatos vesztegetésben és 6 hónapnyi felfüggesztett fogházbüntetést kapott.

## Sikerei, díjai
- Magyar bajnokság
  - gólkirály: 1982–83 (23 gól)

## Statisztika

### Mérkőzései az olimpiai válogatottban
| Magyarország | Magyarország        | Magyarország         | Magyarország | Magyarország | Magyarország | Magyarország       | Magyarország | Magyarország |
| #            | Dátum               | Helyszín             | Hazai        | Eredmény     | Vendég       | Kiírás             | Gólok        | Esemény      |
| ------------ | ------------------- | -------------------- | ------------ | ------------ | ------------ | ------------------ | ------------ | ------------ |
|              | 1983. szeptember 7. | Budapest, Népstadion | Magyarország | 0 – 1        | Szovjetunió  | olimpiai selejtező | -            | 67'          |
|              | Összesen            |                      |              | 0            | mérkőzés     |                    | 0            | gól          |